# Rosalie Schoenflies
Rosalie Schoenflies (geborene Hirschfeld; * 1842 in Pyritz, Provinz Pommern; † 13. Januar 1916 in München) war eine deutsche Frauenrechtlerin. Sie engagierte sich besonders für die Bildung von Mädchen und Frauen und für einen besseren Mütter- und Säuglingsschutz.

## Leben und Wirken
Rosalie stammte aus jüdischen Familien im östlichen Deutschland. Die Eltern waren Hermann Hirsch Hirschfeld aus Pommern und Henriette geborene Stargardt aus Märkisch Friedland in Westpreußen. Ihr Bruder Gustav Hirschfeld wurde ein bekannter Archäologe, ihre Schwester Hedwig Schoenflies wurde die Großmutter des bekannten Publizisten Walter Benjamin und der Schriftstellerin Gertrud Kolmar.
Rosalie Hirschfeld wuchs in Berlin auf und absolvierte 1863 eine Ausbildung zur Lehrerin für höhere Töchterschulen in Stettin. Danach war sie als Lehrerin tätig. 1869 gehörte sie zu den Gründungsmitgliedern des Vereins deutscher Lehrerinnen und Erzieherinnen zusammen mit den Frauenrechtlerinnen Auguste Schmidt und Marie Calm und anderen und wurde Vorstandsmitglied.
1872 heiratete sie ihren Cousin Samuel Martin Schoenflies (1840–1879). 1875 zogen sie nach Riga, wo er Professor am Polytechnikum (Technische Hochschule) wurde. Rosalie Schoenflies gründete dort das erste Lehrerinnenseminar im Baltikum und die erste Mädchengewerbeschule im Russischen Reich mit anderen und leitete diese mit. Außerdem hielt sie Vorträge über Pädagogik und Kunstgeschichte und war Mitarbeiterin der Rigaschen Zeitung für zehn Jahre.
Nach dem frühen Tod des Mannes zog sie mit ihrer Tochter um 1886 nach Italien und um 1891 in die Schweiz. Dort hielt sie Vorträge über ihre Erfahrungen in der Frauenbildung, die von den Zuhörerinnen sehr geschätzt wurden.
1893 zog Rosalie Schoenflies nach Berlin, 1895/96 gehörte sie zu den Vorbereiterinnen des ersten Internationalen Frauenkongresses in Berlin und leitete die Programmkommission (die für den inhaltlichen Ablauf verantwortlich war). Danach leitete sie die Redactions-Kommission, die die Kongressdokumentation erstellte.
1897 wurde Rosalie Schoenflies zweite Vorsitzende des deutschen Vereins Frauenbildung und Leiterin der Berliner Sektion.
1901 zog sie mit ihrer Tochter nach München. Dort setzte sie sich besonders für den Mütter- und Säuglingsschutz ein.
Sie gehörte zu den Mitbegründerinnen des Vereins Mütterschutz, der durch zahlreiche Eingabe an das Parlament und die Behörden erreichen konnte, dass eine Mütterberatungsstelle und eine Vormundschaftsbehörde geschaffen wurden, und dass die rechtliche Stellung von Müttern und besonders unehelichen Kindern, sowie finanzielle Zuwendungen an diese in Bayern wesentlich verbessert wurden. Sie war als einzige Frau Mitglied der bayerischen Zentrale für Säuglingsfürsorge und war Mitglied im Ausschuss der deutschen Vereinigung für Säuglingsschutz.
Die Züricher Hermine Jucker schrieb über sie im Nachruf

„Ein ungemein verdienstvolles und arbeitsreiches Frauendasein ist mit Rosalie Schoenflies ins Grab gestiegen. Sie sei allen Frauen ein leuchtendes Beispiel für ein gemeinnütziges Wirken im Dienste der Allgemeinheit. Ehre ihrem Andenken!“

## Ehe und Nachkommen
Rosalie Hirschfeld war mit ihrem Cousin Samuel Martin Schoenflies seit 1872 verheiratet.
Dieser war 1840 in Landsberg/Warthe geboren worden, studierte in Berlin, Zürich und Karlsruhe und war danach Lehrer an den Gewerbeschulen in Liegnitz in Schlesien und Potsdam. 1872 promovierte er in Göttingen. 1874 unterrichtete er als Lehrer an der Gewerbeschule in Elberfeld. 1875 wurde er Direktor der Gewerbeschule in Lübeck. 1875 wurde er zum  Professor für Maschinenbau und  Technologie  am neuen Polytechnikum in Riga berufen. 1879 starb er im Alter von 35 Jahren.
Ihre Tochter Emilie Dorothea, genannt Dora (1874–1926) studierte Kunstgeschichte in Zürich und Berlin. Danach war sie als Lehrerin tätig. Sie veröffentlichte zwei Erzählungen und Artikel in verschiedenen Zeitschriften, darunter Kinderland.
- Frühlingsmärchen, Insel, Leipzig, 1903
- Ralf. Eine Erzählung, München 1909

## Publizistische Tätigkeiten
Rosalie Schoenflies veröffentlichte zahlreiche Artikel in der Rigaschen Zeitung und in einigen deutschbaltischen Zeitschriften, später in der Allgemeinen Zeitung in München, den Münchner Neuestens Nachrichten, und in einigen Zeitschriften zu sozialen Themen, wie der Säuglingsfürsorge. Sie war die hauptverantwortliche Herausgeberin des Dokumentationsbandes über den ersten Internationalen Frauenkongress in Berlin 1896.
- Der Internationale Kongreß für Frauenwerke und Frauenbestrebungen in Berlin. Hermann Walther, Berlin 1897 Digitalisate, als Leiterin der Redactions-Kommission
- Autobiographischer Text für Wilhelm Zils, 1913, Manuskript in der Stadtbibliothek München/Monacensia